# Nanumea
Nanumea és l'atol més septentrional de Tuvalu, situat a 475 km al nord-oest de Funafuti.
Amb una superfície total de 3,87 km² és l'atol més gran de Tuvalu sense comptar la llacuna que és relativament petita. L'atol té una forma allargada amb un màxim de 10 km de llarg per 3 km d'ample. Consta de dos illots principals: Nanumea al sud-est i Laena al nord-oest. Els esculls tanquen una llacuna central dividida en dos conques profundes.
La població total era de 664 habitants al cens del 2002. La vila principal és Lolua, a l'illot de Nanumea.
Va ser descobert, el 1780, per Francisco Mourelle que el va anomenar San Agustín. Segons les tradicions, els habitants de Nanumea van rebutjar repetits intents d'invasió de Tonga i de Kiribati. Durant la Segona Guerra Mundial va ser una important base estatunidenca per la seva proximitat a les illes Gilbert ocupades pels japonesos. La població va ser traslladada a l'illot de Laena. Avui l'aeroport i les instal·lacions militars estan abandonats.